# Inflection AI
Inflection AI è un'azienda tecnologica americana che ha sviluppato un software di apprendimento automatico e intelligenza artificiale generativa. La società ha sede a Palo Alto, in California.

## Storia
La società è stata fondata nel 2022 dall'imprenditore Reid Hoffman.
Il primo risultato di Inflection AI è un chatbot, chiamato Pi, che si comporta come un assistente personale basato sull'intelligenza artificiale. Tra gli obiettivi del progetto, l'azienda ha dichiarato che Pi deve fornire un supporto emotivo, oltre che di conoscenza, agli utenti umani.